# Kyle Fuller
Kyle Fuller (Compton, California, 27 de enero de 1992) es un baloncestista estadounidense que tiene también la nacionalidad peruana. Se desempeña en la posición de base.

## Trayectoria

### Universidad
Fuller asistió al Rancho Verde High School de Moreno Valley, California, donde jugó para los Mustangs, el equipo de la institución. Reconocido como All-State durante su año como sénior, aceptó una beca para estudiar en la Universidad Vanderbilt y formar parte de los Commodores, escuadra que compite en la Southeastern Conference de la División I de la NCAA. 
Sus dos primeras temporadas en el baloncesto universitario estadounidense fueron poco destacadas tanto por el escaso tiempo de juego que tuvo como por las estadísticas que produjo en ese periodo. Sin embargo a partir de su tercera temporada las cosas cambiaron para él, pues terminó jugando como titular en su equipo. 

### Profesional
Al dejar la universidad, Fuller decidió jugar como profesional. Estuvo a prueba durante las dos primeras semanas de noviembre de 2014 en el Bakersfield Jam de la NBA D-League, pero no llegó a firmar un contrato con el equipo. 
En 2016 fue contratado por el club Regatas Lima, con el cual se consagraría campeón de la Liga Nacional de Basketball del Perú y jugaría en la Liga Sudamericana de Clubes. Al año siguiente retornó a Sudamérica, pero esta vez como ficha de los Toros de Aragua de la Liga Profesional de Baloncesto de Venezuela. Al culminar la temporada, fichó con el Paulistano del Novo Basquete Brasil, equipo que terminaría por consagrarse como campeón del certamen.
Fuller se consolidó como jugador en el NBB vistiendo la camisilla del Corinthians.
En 2021 dejó Brasil para trasladarse a México como refuerzo de Fuerza Regia de Monterrey, con la misión de disputar la temporada 2021 de LNBP. Sin embargo sólo jugó en 8 encuentros antes de ser desafectado del plantel. En consecuencia retornó al Corinthians para jugar un año más allí.
En agosto de 2022 retornó a Venezuela para reforzar a los Brillantes del Zulia. Finalizada la participación del equipo, a principios de octubre de 2022 fue incorporado a Aguada de la Liga Uruguaya de Básquetbol, pero un mes después se desvinculó del equipo. 

## Selección nacional
Siendo hijo de una mujer de nacionalidad peruana, Fuller resultó elegible para integrar la selección de baloncesto de Perú. Su debut con el equipo se produjo en 2016, llegando a disputar el Campeonato Sudamericano de ese año.